# Iedinka
Iedinka (en rus: Единка) és un poble del krai de Primórie, a l'Extrem Orient de Rússia, que en el cens del 2010 tenia 17 habitants.